# Agrilus innotatus
Agrilus innotatus é uma espécie de inseto do género Agrilus, família Buprestidae, ordem Coleoptera.
Foi descrita cientificamente por Fisher, em 1921.